# Ichneumon iodopterus
Ichneumon iodopterus är en stekelart som beskrevs av Maximilian Spinola 1851. Ichneumon iodopterus ingår i släktet Ichneumon och familjen brokparasitsteklar. Inga underarter finns listade i Catalogue of Life.